# Dünentod – Ein Nordsee-Krimi
Dünentod – Ein Nordsee-Krimi ist der Titel einer deutschen Kriminalfilmreihe, die überwiegend auf Romanen von Sven Koch basiert und seit 2023 von RTL ausgestrahlt wird. Die Hauptrollen spielen Hendrik Duryn und Pia Micaela Barucki. Die Reihe läuft bei RTL unter dem Label Tödlicher Dienstag.
Anfang 2025 wurde der Ausstieg von Pia Barucki nach sieben Folgen bekannt.

## Handlung
Polizeichefin Femke Folkmer (Pia-Micaela Barucki) ermittelt gemeinsam mit ihrem Kollegen Tjark Wolf (Hendrik Duryn) in Ostfriesland. Nach dem Fund einer Leiche an der Nordseeküste haben beide mit einer Reihe von Mordfällen zu tun.

## Episodenliste
| Nr. | Originaltitel              | Erstausstrahlung | Regie          | Drehbuch                        | Zuschauer             |
| --- | -------------------------- | ---------------- | -------------- | ------------------------------- | --------------------- |
| 1   | Das Grab am Strand         | 31. Jan. 2023    | İsmail Şahin   | Jan Cronauer, Kai-Uwe Hasenheit | 3,52 Mio. (13,0 % MA) |
| 2   | Tödliche Falle             | 7. Feb. 2023     | İsmail Şahin   | Gregor Erler                    | 3,43 Mio. (13,9 % MA) |
| 3   | Tod auf dem Meer           | 23. Jan. 2024    | Dominic Müller | Gregor Erler, Kai-Uwe Hasenheit | 3,38 Mio. (13,5 % MA) |
| 4   | Falsches Spiel             | 30. Jan. 2024    | Dominic Müller | Gregor Erler                    | 3,53 Mio. (13,5 % MA) |
| 5   | Die Frau am Strand         | 6. Feb. 2024     | Ziska Riemann  | Kai-Uwe Hasenheit               | -                     |
| 6   | Schatten der Vergangenheit | 11. Feb. 2025    | Stephan Rick   | Kai-Uwe Hasenheit               | -                     |
| 7   | Tödliche Geheimnisse       | 18. Feb. 2025    | Stephan Rick   | Gregor Erler                    | -                     |